# Acestrocephalus stigmatus
Espèce
Acestrocephalus stigmatus est une espèce de poissons de la famille des Characidae dans l'ordre des Characiformes.

## Morphologie
Les mâles peuvent atteindre 9,8 cm de longueur totale.
Nombre de vertèbres : 38-39.

## Habitat
L'espèce vit dans des zones de climat tropical.

## Distribution géographique
Elle se trouve en Amérique du Sud, notamment au Brésil : Rio Tocantins, Rio das Mortes (affluent de Rio Araguaia) et  Xingu (Brésil).